# Crampon (diacritique)
Pour les articles homonymes, voir crampon.
Le crampon est un diacritique attaché à plusieurs lettres. Il a la forme d’un trait vertical court et est rattaché à la partie inférieure d’une lettre sous la ligne de base. Lorsqu’il est attaché au fût d’une lettre il est légèrement décalé à droite ou attaché à la terminaison de l’empattement afin qu’il ne paraisse pas comme une hampe (ou un descendante). Il est principalement utilisé sur certaines lettres de l’alphabet cyrillique non-slave, mais est aussi utilisé sur certaines lettres de l’alphabet latin additionnelles utilisées par des langues ayant utilisé l’alphabet cyrillique.

## Origines
Le crampon provient de la forme de la descendante de la lettre chtcha Щ (chta Ⱋ en glagolitique), qui elle-même est une ligature des lettres cha Ш et té Т (respectivement cha Ⱎ et tverdo Ⱅ en glagolitique), il était anciennement centré. Sa forme provient donc du té Т (tverdo Ⱅ en glagolitique) qui est du tau Τ grec.
La descendante du tsé Ц (tsy Ⱌ en glagolitique), qu’on retrouve dans la ligature té tsé Ҵ, n’a pas la même origine ; sa forme provient du tsadi צ hébreu. Le dzhé Џ a une descendante mais cette lettre apparue dans l’alphabet roumain cyrillique au XVe siècle est sans doute une transformation du tsé Ц ou du ché Ч.
Les descendantes du dé Д ne sont pas des crampons, mais sont à l’origine des empattements.
C’est pour les besoins de certaines langues que le crampon a été créé avec la forme de ces descendantes et ajouté à plusieurs lettres pour pouvoir retranscrire de nouveaux sons.

## Lettres avec un crampon

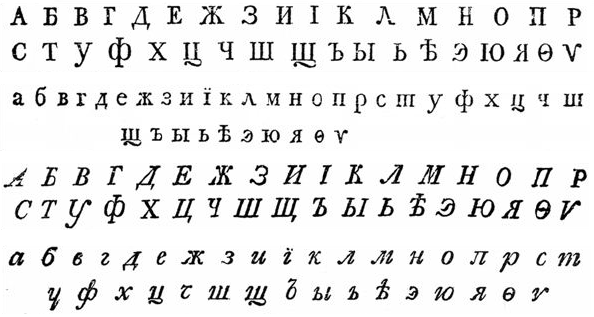
Lettres de l’alphabet russe dans une police de caractères du XVIIIe siècle, avec des lettres chtcha Щ et tsé Ц paraphées (excepté les majuscules italiques).

Les lettres cyrilliques dé д, chtcha щ, tsé ц et djé џ sont formées avec des descendantes similaires au crampon, mais ceux-ci ne sont pas des signes diacritiques crampon, c’est-à-dire ce ne sont pas des signes diacritiques modifiant la valeur de la lettre. Les crampons de chtcha Щ et tsé Ц, ou même д, peuvent parfois être paraphé horizontalement. Le signe diacritique crampon peut aussi parfois être paraphé, par exemple sur les lettres ң et қ de la couverture du dictionnaire orthographique kazak Қазақ тілінің орфоэпиялық сөздігі de Yäli, Küdepinova et Fazylojanova de 2004.
Le crampon peut avoir la forme d’une cédille ou d’un ogonek lorsqu’il est attaché à une lettre ronde comme esse cramponné Ҫ, tché cramponné Ҿ, zé cramponné Ҙ.
Il est à gauche du fût dans la lettre tché khakasse Ӌ.
| Alphabet latin      | Alphabet latin                        | Alphabet latin |
| Lettre              | Noms                                  |                |
| ------------------- | ------------------------------------- | -------------- |
| Ⱨ ⱨ                 | H cramponné                           |                |
| Ⱪ ⱪ                 | K cramponné                           |                |
| Ꞑ ꞑ                 | N cramponné                           |                |
| Ⱬ ⱬ                 | Z cramponné                           |                |
| Alphabet cyrillique |                                       |                |
| Lettre              | Noms                                  |                |
| Ӷ ӷ                 | Ghe cramponné                         |                |
|                     | Ghe barré cramponné                   |                |
| Җ җ                 | Zhe cramponné                         |                |
| Қ қ                 | Ka cramponné                          |                |
| Ң ң                 | En cramponné                          |                |
| Ԥ ԥ                 | Pe cramponné                          |                |
| Ҭ ҭ                 | Te cramponné                          |                |
| Ҳ ҳ                 | Ha cramponné                          |                |
| Ҷ ҷ                 | Tché cramponné                        |                |
| Ӌ ӌ                 | Tché kahkasse Tché cramponné à gauche |                |
| Ԧ ԧ                 | Shha cramponné                        |                |
| Ҫ ҫ                 | Esse cédille Esse cramponné           |                |
| Ҿ ҿ                 | Tché abkhaze ogonek Tché cramponné    |                |
| Ҙ ҙ                 | Zé cédille Zé cramponné               |                |